# Cráneo de Gurlin Tsav
El "cráneo de Gurlin Tsav" es un fósil de un mamífero metaterio carnívoro sin nombrar procedente de la Formación Nemegt en Mongolia. Compuesto por un único cráneo semicompleto, este espécimen es notable en lo que concierne a la evolución y sistemática en general de los Metatheria, y por lo tanto suele estar muy presente en los análisis filogenéticos de este grupo.

## Loclización
El cráneo de Gurlin Tsav, como indica su nombre informal, proviene del sitio Gurlin Tsav en la Formación Nemegt. Esta área corresponde a depósitos riparinos, y en ella se han encontrado algunos especímenes de dinosaurios, tales como un esqueleto de Saurolophus.

## Clasificación
Este espécimen fue referido originalmente a Deltatheroida, un clado de metaterios carnívoros que fue muy común en el Cretácico en Asia. Sin embargo, un estudio realizado por Guillermo Rougier ha determinado que carece de las sinapomorfias del grupo y se parece mucho más a los estagodóntidos norteamericanos.
Estudios filogenéticos posteriores han encontrado que ciertamente este espécimen es más cercano al linaje de los Marsupialiformes que a los Deltatheroida. No obstante, en lugar de ser cercano a los estagodóntidos, el cráneo de Gurlin Tsav usualmente se agrupa por fuera de un clado que lleva a los metaterios de América del Sur (y en consecuencia, a los marsupiales). Casi siempre forma un taxón externo muy cercano a los esparasodontes.
Otro análisis ha encontrado que se agruparía con los esparasodontes y otros metaterios no marsupiales del Paleoceno de América del Sur. Juntos formarían un grupo independiente no solo de Deltatheroida, sino también de un clado norteamericano en el cual se agrupan los marsupiales verdaderos - e, irónicamente, también los estagodóntidos.
|  | Jaskhadelphys                                                 |
|  |                                                               |
|  | \| \| Andinodelphys \| \| \| \| \| \| Pucadelphys \| \| \| \| |
|  |                                                               |
|  | Andinodelphys                                                 |
|  |                                                               |
|  | Pucadelphys                                                   |
|  |                                                               |

|  | Andinodelphys |
|  |               |
|  | Pucadelphys   |
|  |               |

|  | Jaskhadelphys                                                 |
|  |                                                               |
|  | \| \| Andinodelphys \| \| \| \| \| \| Pucadelphys \| \| \| \| |
|  |                                                               |
|  | Andinodelphys                                                 |
|  |                                                               |
|  | Pucadelphys                                                   |
|  |                                                               |

|  | Andinodelphys |
|  |               |
|  | Pucadelphys   |
|  |               |

|  | Jaskhadelphys                                                 |
|  |                                                               |
|  | \| \| Andinodelphys \| \| \| \| \| \| Pucadelphys \| \| \| \| |
|  |                                                               |
|  | Andinodelphys                                                 |
|  |                                                               |
|  | Pucadelphys                                                   |
|  |                                                               |

|  | Andinodelphys |
|  |               |
|  | Pucadelphys   |
|  |               |

|  | Jaskhadelphys                                                 |
|  |                                                               |
|  | \| \| Andinodelphys \| \| \| \| \| \| Pucadelphys \| \| \| \| |
|  |                                                               |
|  | Andinodelphys                                                 |
|  |                                                               |
|  | Pucadelphys                                                   |
|  |                                                               |

|  | Andinodelphys |
|  |               |
|  | Pucadelphys   |
|  |               |

|  | Jaskhadelphys                                                 |
|  |                                                               |
|  | \| \| Andinodelphys \| \| \| \| \| \| Pucadelphys \| \| \| \| |
|  |                                                               |
|  | Andinodelphys                                                 |
|  |                                                               |
|  | Pucadelphys                                                   |
|  |                                                               |

|  | Andinodelphys |
|  |               |
|  | Pucadelphys   |
|  |               |

|  | Jaskhadelphys                                                 |
|  |                                                               |
|  | \| \| Andinodelphys \| \| \| \| \| \| Pucadelphys \| \| \| \| |
|  |                                                               |
|  | Andinodelphys                                                 |
|  |                                                               |
|  | Pucadelphys                                                   |
|  |                                                               |

|  | Andinodelphys |
|  |               |
|  | Pucadelphys   |
|  |               |

|  | Jaskhadelphys                                                 |
|  |                                                               |
|  | \| \| Andinodelphys \| \| \| \| \| \| Pucadelphys \| \| \| \| |
|  |                                                               |
|  | Andinodelphys                                                 |
|  |                                                               |
|  | Pucadelphys                                                   |
|  |                                                               |

|  | Andinodelphys |
|  |               |
|  | Pucadelphys   |
|  |               |

|  | Jaskhadelphys                                                 |
|  |                                                               |
|  | \| \| Andinodelphys \| \| \| \| \| \| Pucadelphys \| \| \| \| |
|  |                                                               |
|  | Andinodelphys                                                 |
|  |                                                               |
|  | Pucadelphys                                                   |
|  |                                                               |

|  | Andinodelphys |
|  |               |
|  | Pucadelphys   |
|  |               |

|  | Iugomortiferum |
|  |                |
|  | Kokopellia     |
|  |                |

| Glasbiidae  | Glasbius |
|             | Glasbius |
| Pediomyidae | Pediomys |
|             | Pediomys |

|  | Pariadens                                                 |
|  |                                                           |
|  | \| \| Eodelphis \| \| \| \| \| \| Didelphodon \| \| \| \| |
|  |                                                           |
|  | Eodelphis                                                 |
|  |                                                           |
|  | Didelphodon                                               |
|  |                                                           |

|  | Eodelphis   |
|  |             |
|  | Didelphodon |
|  |             |

|  | Turgidodon     |
|  |                |
|  | Alphadon       |
|  |                |
|  | Albertatherium |
|  |                |

|  | Iugomortiferum |
|  |                |
|  | Kokopellia     |
|  |                |

| Glasbiidae  | Glasbius |
|             | Glasbius |
| Pediomyidae | Pediomys |
|             | Pediomys |

|  | Pariadens                                                 |
|  |                                                           |
|  | \| \| Eodelphis \| \| \| \| \| \| Didelphodon \| \| \| \| |
|  |                                                           |
|  | Eodelphis                                                 |
|  |                                                           |
|  | Didelphodon                                               |
|  |                                                           |

|  | Eodelphis   |
|  |             |
|  | Didelphodon |
|  |             |

|  | Turgidodon     |
|  |                |
|  | Alphadon       |
|  |                |
|  | Albertatherium |
|  |                |

|  | Iugomortiferum |
|  |                |
|  | Kokopellia     |
|  |                |

| Glasbiidae  | Glasbius |
|             | Glasbius |
| Pediomyidae | Pediomys |
|             | Pediomys |

|  | Pariadens                                                 |
|  |                                                           |
|  | \| \| Eodelphis \| \| \| \| \| \| Didelphodon \| \| \| \| |
|  |                                                           |
|  | Eodelphis                                                 |
|  |                                                           |
|  | Didelphodon                                               |
|  |                                                           |

|  | Eodelphis   |
|  |             |
|  | Didelphodon |
|  |             |

|  | Turgidodon     |
|  |                |
|  | Alphadon       |
|  |                |
|  | Albertatherium |
|  |                |

|  | Iugomortiferum |
|  |                |
|  | Kokopellia     |
|  |                |

| Glasbiidae  | Glasbius |
|             | Glasbius |
| Pediomyidae | Pediomys |
|             | Pediomys |

|  | Pariadens                                                 |
|  |                                                           |
|  | \| \| Eodelphis \| \| \| \| \| \| Didelphodon \| \| \| \| |
|  |                                                           |
|  | Eodelphis                                                 |
|  |                                                           |
|  | Didelphodon                                               |
|  |                                                           |

|  | Eodelphis   |
|  |             |
|  | Didelphodon |
|  |             |

|  | Turgidodon     |
|  |                |
|  | Alphadon       |
|  |                |
|  | Albertatherium |
|  |                |

|  | Jaskhadelphys                                                 |
|  |                                                               |
|  | \| \| Andinodelphys \| \| \| \| \| \| Pucadelphys \| \| \| \| |
|  |                                                               |
|  | Andinodelphys                                                 |
|  |                                                               |
|  | Pucadelphys                                                   |
|  |                                                               |

|  | Andinodelphys |
|  |               |
|  | Pucadelphys   |
|  |               |

|  | Jaskhadelphys                                                 |
|  |                                                               |
|  | \| \| Andinodelphys \| \| \| \| \| \| Pucadelphys \| \| \| \| |
|  |                                                               |
|  | Andinodelphys                                                 |
|  |                                                               |
|  | Pucadelphys                                                   |
|  |                                                               |

|  | Andinodelphys |
|  |               |
|  | Pucadelphys   |
|  |               |

|  | Jaskhadelphys                                                 |
|  |                                                               |
|  | \| \| Andinodelphys \| \| \| \| \| \| Pucadelphys \| \| \| \| |
|  |                                                               |
|  | Andinodelphys                                                 |
|  |                                                               |
|  | Pucadelphys                                                   |
|  |                                                               |

|  | Andinodelphys |
|  |               |
|  | Pucadelphys   |
|  |               |

|  | Jaskhadelphys                                                 |
|  |                                                               |
|  | \| \| Andinodelphys \| \| \| \| \| \| Pucadelphys \| \| \| \| |
|  |                                                               |
|  | Andinodelphys                                                 |
|  |                                                               |
|  | Pucadelphys                                                   |
|  |                                                               |

|  | Andinodelphys |
|  |               |
|  | Pucadelphys   |
|  |               |

|  | Jaskhadelphys                                                 |
|  |                                                               |
|  | \| \| Andinodelphys \| \| \| \| \| \| Pucadelphys \| \| \| \| |
|  |                                                               |
|  | Andinodelphys                                                 |
|  |                                                               |
|  | Pucadelphys                                                   |
|  |                                                               |

|  | Andinodelphys |
|  |               |
|  | Pucadelphys   |
|  |               |

|  | Jaskhadelphys                                                 |
|  |                                                               |
|  | \| \| Andinodelphys \| \| \| \| \| \| Pucadelphys \| \| \| \| |
|  |                                                               |
|  | Andinodelphys                                                 |
|  |                                                               |
|  | Pucadelphys                                                   |
|  |                                                               |

|  | Andinodelphys |
|  |               |
|  | Pucadelphys   |
|  |               |

|  | Jaskhadelphys                                                 |
|  |                                                               |
|  | \| \| Andinodelphys \| \| \| \| \| \| Pucadelphys \| \| \| \| |
|  |                                                               |
|  | Andinodelphys                                                 |
|  |                                                               |
|  | Pucadelphys                                                   |
|  |                                                               |

|  | Andinodelphys |
|  |               |
|  | Pucadelphys   |
|  |               |

|  | Jaskhadelphys                                                 |
|  |                                                               |
|  | \| \| Andinodelphys \| \| \| \| \| \| Pucadelphys \| \| \| \| |
|  |                                                               |
|  | Andinodelphys                                                 |
|  |                                                               |
|  | Pucadelphys                                                   |
|  |                                                               |

|  | Andinodelphys |
|  |               |
|  | Pucadelphys   |
|  |               |

|  | Iugomortiferum |
|  |                |
|  | Kokopellia     |
|  |                |

| Glasbiidae  | Glasbius |
|             | Glasbius |
| Pediomyidae | Pediomys |
|             | Pediomys |

|  | Pariadens                                                 |
|  |                                                           |
|  | \| \| Eodelphis \| \| \| \| \| \| Didelphodon \| \| \| \| |
|  |                                                           |
|  | Eodelphis                                                 |
|  |                                                           |
|  | Didelphodon                                               |
|  |                                                           |

|  | Eodelphis   |
|  |             |
|  | Didelphodon |
|  |             |

|  | Turgidodon     |
|  |                |
|  | Alphadon       |
|  |                |
|  | Albertatherium |
|  |                |

|  | Iugomortiferum |
|  |                |
|  | Kokopellia     |
|  |                |

| Glasbiidae  | Glasbius |
|             | Glasbius |
| Pediomyidae | Pediomys |
|             | Pediomys |

|  | Pariadens                                                 |
|  |                                                           |
|  | \| \| Eodelphis \| \| \| \| \| \| Didelphodon \| \| \| \| |
|  |                                                           |
|  | Eodelphis                                                 |
|  |                                                           |
|  | Didelphodon                                               |
|  |                                                           |

|  | Eodelphis   |
|  |             |
|  | Didelphodon |
|  |             |

|  | Turgidodon     |
|  |                |
|  | Alphadon       |
|  |                |
|  | Albertatherium |
|  |                |

|  | Iugomortiferum |
|  |                |
|  | Kokopellia     |
|  |                |

| Glasbiidae  | Glasbius |
|             | Glasbius |
| Pediomyidae | Pediomys |
|             | Pediomys |

|  | Pariadens                                                 |
|  |                                                           |
|  | \| \| Eodelphis \| \| \| \| \| \| Didelphodon \| \| \| \| |
|  |                                                           |
|  | Eodelphis                                                 |
|  |                                                           |
|  | Didelphodon                                               |
|  |                                                           |

|  | Eodelphis   |
|  |             |
|  | Didelphodon |
|  |             |

|  | Turgidodon     |
|  |                |
|  | Alphadon       |
|  |                |
|  | Albertatherium |
|  |                |

|  | Iugomortiferum |
|  |                |
|  | Kokopellia     |
|  |                |

| Glasbiidae  | Glasbius |
|             | Glasbius |
| Pediomyidae | Pediomys |
|             | Pediomys |

|  | Pariadens                                                 |
|  |                                                           |
|  | \| \| Eodelphis \| \| \| \| \| \| Didelphodon \| \| \| \| |
|  |                                                           |
|  | Eodelphis                                                 |
|  |                                                           |
|  | Didelphodon                                               |
|  |                                                           |

|  | Eodelphis   |
|  |             |
|  | Didelphodon |
|  |             |

|  | Turgidodon     |
|  |                |
|  | Alphadon       |
|  |                |
|  | Albertatherium |
|  |                |